# 杜聿明
杜聿明（1904年11月28日—1981年5月7日），字光亭，陕西省米脂縣人，国民革命军陆军中将，是蔣介石嫡系部隊。黄埔军校第一期毕业后，在国民革命军机械化部队任职，历任国民革命军第二百师师长、國民革命軍第五軍军长，率部參加桂南會戰，取得崑崙關大捷。曾因錯誤決策，在緬甸導致遠征軍過半死於野人山（今枯門嶺）撤退。在國共內戰期間擔任過東北剿匪副總司令、徐州剿匪副總司令。1949年1月9日，杜聿明部在淮海戰役中全軍覆沒，於江苏省萧县张老庄為中国人民解放军所俘。1959年12月4日，獲得中华人民共和国政府特赦釋放。1981年，病逝於北京。杜聿明是1957年诺贝尔物理学奖得主楊振寧的岳父。

## 生平

### 早年
清光緒三十年（1904年）10月22日，杜聿明出生于陕西省米脂县杜家湾。少年时期，杜聿明先后在成家岔小学（校长李鼎铭）、榆林中学（校长杜斌丞，是杜聿明的堂兄）就读。
1923年，杜聿明自榆林中学毕业，到北京求学，报考了北京大学和北京师范大学。复习期间，通过堂兄杜聿鑫（杜良辅之子）的介绍，认识了关麟徵、张耀明、阎揆要、马志超、马励武、马思恭、杨耀、雷云孚等陕西籍在京青年。

### 黃埔军校
1924年，《新青年》杂志上刊载了广州国民政府所办黄埔军校招生的消息，杜聿明等人看到后，决定放弃大学考试，南下参加革命。4月，杜聿明与杜聿鑫、关麟徵等11人，在中国国民党元老于右任的推荐下，经考试进入黄埔军校（校长蒋中正），成为第一期学生。6月开学后，杜聿明分在第三队（队长金佛莊）第三区队第九分队（分队长杜从戎），同队的同学有李仙洲、侯镜如、黄杰、陈赓等。
杜聿明在校期间加入中国国民党，但没有其他特别表现，也没有参加右派的孙文主义学会或左派的青年军人联合会。曾参加镇压广州商团事变（总团长陈廉伯）。12月，杜聿明自军校毕业，分配到教导第一团（团长何应钦）第一营第三连任见习官兼军需上士，随后升第二排副排长。
1925年，杜聿明参加国民革命军东征，讨伐陈炯明，调入教导第一团宣传队（队长陈赓）任队员。

### 國民革命軍北伐
1926年7月，加入張治中黃埔軍校武漢分校學兵團，任中校學生隊長。1927年，清黨（四一二政變），因不明確表示反蔣，被武漢國民政府囚禁，後來他设法越狱逃到南京，通过张治中见到蒋介石，被任命为总司令部训练处的校阅委员会中校委员。1928年夏，任南京中央陸軍軍官學校（中央軍校）杭州預科大隊第二中隊中校隊長。同年冬，任新編第一師第二旅參謀主任。1929年，任南京中央軍校第七期第四隊中校隊長，後任教導第二師中校營長。

### 中國抗日戰爭

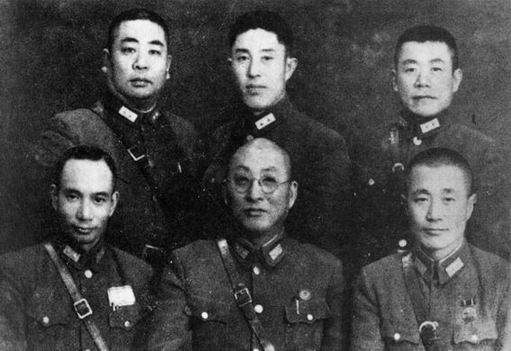
1933年長城戰役的國民革命軍第十七軍部分将领在1942年冬的重慶補拍合影。前排左起黃杰、徐庭瑶、杜聿明；后排左起刘嘉树、郑洞国、邱清泉。

1932年冬，在长城古北口抗敌，任国民革命军第十七军第二十五师第七十三旅旅长，后第二十五师师长关麟徵负伤，杜聿明提为第二十五師副師長。1933年秋，進入南京中央軍校高等教育班第一期進修。1936年，高教班畢業，協助徐庭瑤創辦南京陸軍交通輜重學校，培訓指揮機械化部隊作戰的軍官。
1937年，任國民革命軍第一支裝甲兵團少將團長。1938年，裝甲兵團扩编为第二百師，任師長，12月任國民革命軍新編第十一軍副軍長。1939年，第二百師扩编为國民革命軍第五軍，任軍長，以桂南會戰、崑崙關戰役聞名。同年，奉令调驻云南，任昆明警備總司令。1942年，升兼中國遠征軍第一路副司令長官，率部入缅作戰，後來戰敗時決定違反當時盟軍亞洲戰區參謀長約瑟夫·史迪威的命令以及新三十八師師長孫立人及其師長廖耀湘的建議撤往印度，而率第五軍穿越野人山返回中國雲南，4萬人進山，僅8千人出山生還
1944年，任第五集團軍總司令兼昆明防守司令。1945年2月20日，升爲陸軍中將。中國抗日戰爭結束時，蔣介石即密令杜率部，於秋季圍攻昆明五華山，迫使龍雲於同年10月辭去雲南省軍事行政職務。10月26日，任東北保安司令部司令長官。

### 第二次国共内战
1945年10月18日，杜聿明被撤銷昆明防守總司令及第五集團軍總司令之職後。同一天，被任命為東北保安司令長官，將以軍事協助東北行營主任熊式輝接收東北。
1945年底，杜聿明指揮国民革命軍第十三軍、国民革命軍第五十二軍，由美艦掩護從葫蘆島或營口登陸。向榆錦進攻。11月13日，杜聿明部第十三軍、第五十二軍攻占山海關:7896。決心在林彪的東北民主聯軍主力部隊未到達之前，奪取要點，分兵兩路繼續向綏中追擊前進。11月15日，蔣介石因接收遇到困難，令東北行營及接收人員全部自長春撤至山海關:7898。11月19日，東北民主聯軍主動撤出長春、吉林等地，11月26日主動撤離錦州:7901。之後杜聿明陸續推進佔領興城、錦西、瀋陽，阜新、營口等城。

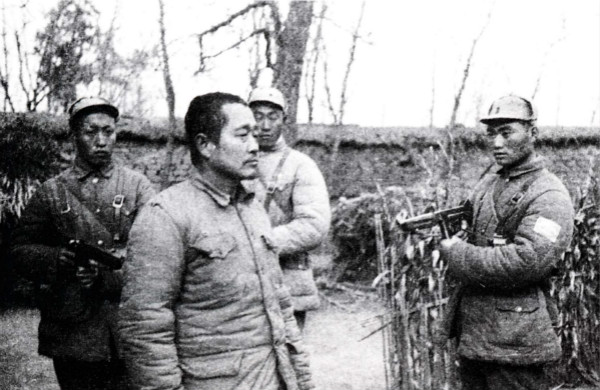
戰敗逃亡後杜聿明被俘時的解放軍新華社照片

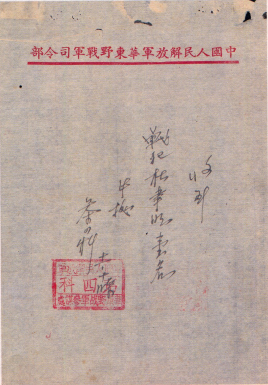
华东野战军参谋处第四科开具的俘虏杜聿明收条

1946年1月至3月，國軍先後佔領營口，進駐瀋陽，確保此東北最大都市之安全，杜聿明立即展開攻略遼南的軍事行動；國軍掃蕩遼南解放军，勢如破竹，僅十餘日遼南即告底定，瀋陽已無後顧之憂。國軍復以瀋陽為中心，再向北、東方向作等距離掃蕩。
1946年2月21日，東北保安司令杜聿明因腎結核病復發離職靜養，蔣介石命滬衛戍副司令鄭洞國暫代飛北平履任，3月8日杜聿明飛美治病:7992。4月18日，杜聿明病愈，飛返瀋陽重主東北軍務:8036。5月13日，東北保安司令長官杜聿明下達進攻四平街之命令，5月14日廖耀湘新六軍、彭鍔第八十八師等10個師成左、中、右三個兵團，輪向四平街實施進攻:8052。杜聿明在第二次四平戰役中擊破林彪部隊，進駐四平、長春，杜聿明到東北僅僅半年，就先後攻佔了遼西全部及瀋陽週邊等重點城市，北沿松花江與東北民主聯軍相對峙。
1947年1月17日，東北保安司令部司令長官杜聿明通知駐長春軍調部執行小組之中共代表停止活動，並禁止其無線電通報:8268。同日，軍調部中共方面委員葉劍英為當局非法封閉長春部分中共代表團電台及監視該代表團全體工作人員，向國方和美方提出嚴重抗議，並轉請長春軍事當局立即發還電台，恢復中共人員之自由，懲處衛戍司令部肇事人員:8268。
停戰令後，東北局勢逐漸惡化，在臨江戰役、東北1947年夏季戰役中折兵損將，國軍東北局勢轉為被動。7月13日，原東北保安司令長官杜聿明因病離職:8383。8月，東北九省保安司令部併入國民政府任東北行轅，任副主任。1948年3月，當選國民大會代表，6月任徐州剿匪总司令部副總司令兼第二兵團司令官，設計對解放军中原野战军發起進攻，然而部隊調動未成，東北局勢已因遼西會戰國軍的慘敗急速惡化，10月中，奉派轉任東北剿匪总司令部副總司令兼冀熱遼邊區司令官，指揮東北國軍東進部隊從葫蘆島撤退。
1948年11月6日，解放军發起進攻，徐蚌會戰開始，杜聿明再度回任徐州剿匪总司令部副總司令兼前進指揮部主任，進行指揮解救遭解放军華東野戰軍包圍的黃百韜第七兵團，然而救援未成，第七兵團於11月22日為解放军殲滅，由華中趕來的黃維第十二兵團也遭解放军包圍於雙堆集，加上11月15日解放军中原野戰軍攻佔宿縣，切斷徐州至蚌埠的退路，至此徐州已岌岌可危。杜聿明率領邱清泉、李彌、孫元良三個兵團，從徐州西側突圍，卻於12月4日在河南永城县陈官庄遭到解放军華東野戰軍包圍圍困。
12月17日，毛澤東爲中國人民解放軍中原野戰軍及華東野戰軍兩個司令部，寫了一個《敦促杜聿明等投降書》廣播稿。12月25日，新華社發佈43名国民党战犯名单，杜聿明為第三十六號"戰犯"。12月30日，蔣電杜聿明，擬派飛機接杜回南京，杜未接受:8763。1949年1月10日，在淮海战役中全軍覆沒，杜聿明在河南永城县陈官庄被俘，並送至功德林戰犯管理所接受改造，杜聿明是唯一身兼「戰犯」與戰俘雙重身份的人。

### 1949年后
杜聿明被俘時，其妻曹秀清正困居上海，受到蔣介石手諭下令曹秀清帶著婆婆與子女去臺灣。最後曹秀清在臺北菸酒公賣局製品廠找到管內部收發的差事，以微薄工資養一家七口，其間歷經在美國半工半讀的長子杜致仁因向蔣介石申請學費補助，卻申請到金額相距甚遠憤而吃安眠藥自殺。在臺灣生活慘澹的曹秀清因1957年女婿楊振寧獲諾貝爾獎而改變，1958年曹秀清因在與蔣介石談話中表示願意嘗試遊說楊振寧回臺，「幫助蔣校長反攻大陸」而獲准離臺赴美，1963年，曹秀清回到中國大陸與夫團聚，從此與國民政府分道揚鑣。
1959年12月4日，杜聿明成為首批被特赦戰俘，在北京中朝友好公社勞動。1961年3月，在周恩来授意下，杜聿明出任中華人民共和國中國人民政治協商會議全國委員會文史專員。1964年10月，任第四屆中國人民政治協商會議全國委員會委員。
1978年，任第五屆全國人民代表大會代表、第五屆中國人民政治協商會議全國委員會常务委员及文史資料研究委員會軍事組副組長。1980年發表紀念〈二·二八寄語台友〉一文，呼籲在臺灣的老同學、老同事和老朋友，爲完成中國統一大業貢獻力量。
1980年11月，杜聿明因腎臟發病住院。1981年5月7日，因患肾衰竭在北京逝世，享年77岁。
杜聿明的骨灰最初存放于北京八宝山革命公墓骨灰堂，后于2015年9月19日迁葬故乡米脂县印斗镇吕家硷村。

## 著作
杜聿明於1961年起出任中国人民政治协商会议全国委员会文史资料研究委员会文史专员，著有
- 《淮海戰役始末》
- 《遼沈戰役概述》
- 《中國遠征軍入緬對日作戰述略》

## 家庭

### 父母
- 杜良奎，是一名举人，曾任大学、中学教师。杜氏家族在当地拥有四百余亩地，由杜良奎的哥哥杜良辅经营。
- 高兰庭

### 兄弟姐妹
- 杜聿明有四位姐姐、一位妹妹和一位弟弟杜聿德（1906-1928.4.13）。杜聿德1928年加入共产党，曾任阜阳暴动副总指挥，被国军俘虏后拒绝投降被杀。

### 夫人
- 曹秀清（1902年－1984年），曾經是中國共產黨員，於1963年從美國返回中國大陸。育有3兒3女。

### 子女
- 长女杜致礼，女婿杨振宁
- 次女杜致义，女婿徐炳森
- 三女杜致廉，女婿邓天才
- 长子杜致仁，在美國求學時自殺
- 次子杜致勇，儿媳王贵华
- 三子杜致严

## 藝術形象
- 大決戰三部曲（1991）徐正運飾演杜聿明
- 決戰之後（1991）李法曾飾演杜聿明
- 鐵血崑崙關（1995）劉穎濤飾演杜聿明
- 建國大業（2009）孫興飾演杜聿明
- 亮剑（2006），其中虚构人物中常乃超的原型
- 東方戰場（2016）姚金飛飾演杜聿明
- 大決戰 (電視劇)（2021）李強飾演杜聿明

### 引用
1. 1 2 3 4 5 6 7 8 9 10  李新總主編，中國社會科學院近代史研究所中華民國史研究室編，韓信夫、姜克夫主編 (编). . 北京: 中華書局. 2011.
2. ↑  李敖. .  初版 pages=147-150. 臺北: 天元圖書. 1987-01-15.
3. ↑  . . 北京: 中央文献出版社. 1997: 390 （中文（简体））.
4. ↑  . 米脂新闻网—米脂县融媒体中心.   [2024-10-20]. （原始内容存档于2024-11-27）.